# Yuhuan Dao
Yuhuan Dao (kinesiska: 玉环岛) är en ö i Kina. Den ligger i provinsen Zhejiang, i den östra delen av landet, omkring 260 kilometer sydost om provinshuvudstaden Hangzhou. Arean är 171 kvadratkilometer. Den sträcker sig 20,2 kilometer i nord-sydlig riktning, och 16,7 kilometer i öst-västlig riktning.  Trakten runt Yuhuan Dao består till största delen av jordbruksmark.
Genomsnittlig årsnederbörd är 2 023 millimeter. Den regnigaste månaden är juni, med i genomsnitt 334 mm nederbörd, och den torraste är januari, med 74 mm nederbörd.